# 小行星6079
小行星6079（6079 Gerokurat）是一颗绕太阳运转的小行星，为主小行星带小行星。该小行星于1981年2月28日发现。

## 轨道参数
小行星6079的轨道半长轴为3.2029955 UA，离心率为0.083。